# ملعب جامعة الجوف
ملعب جامعة الجوف هو ملعب متعدد الاستخدامات ضمن المدينة الرياضية في جامعة الجوف افتُتِح في 3 إبريل 2019. في مدينة سكاكا. أنشئ على مساحة تقدر بأكثر من " 6000 " متر مربع، ضمن المساحة الإجمالية للمدينة الرياضية التي تبلغ 100000 متر مربع، ويحتوي على مدرج رئيسي يتضمن خدمات الفرق المتنافسة، منصة رئيسية، غرف معلقين، غرفة الحكام، صالة محاضرات، مطاعم، غرف إسعافات أولية، مركز إعلامي، وخدمات أخرى، وملحق بالاستاد مضمار الجري.